# Elezioni legislative in Francia del 1928
Le elezioni legislative in Francia del 1928 per eleggere i 604 membri della Camera dei Deputati si sono tenute dal 22 al 29 aprile. Il sistema elettorale utilizzato fu un maggioritario a doppio turno per ogni dipartimento.

## Risultati
|                                                           |                                                       |            |      |       |
| Partito                                                   | Partito                                               | Voti       | Voti | Seggi |
| Partito                                                   | Partito                                               | Numero     | %    | Seggi |
|                                                           | Alleanza Democratica (AD)                             | 2 196 243  | 23,2 | 183   |
|                                                           | Federazione Repubblicana (FR)                         | 2 082 041  | 22,0 | 125   |
|                                                           | Sezione Francese dell'Internazionale Operaia (SFIO)   | 1 708 972  | 18,0 | 102   |
|                                                           | Partito Radical-Socialista (PRRRS)                    | 1 682 543  | 17,8 | 100   |
|                                                           | Sezione Francese dell'Internazionale Comunista (SFIC) | 1 066 099  | 11,3 | 60    |
|                                                           | Partito Repubblicano-Socialista (PRS)                 | 733 963    | 7,8  | 34    |
| Totale voti                                               | Totale voti                                           | 9 469 861  | 100  | 604   |
| Elettori iscritti                                         | Elettori iscritti                                     | 11 557 764 | –    | –     |
| Astenuti                                                  | Astenuti                                              | 2 087 903  | 18,1 | –     |
| Fonte: France Politique (voti), France Politique (gruppi) |                                                       |            |      |       |